# Camillo Massimi (Vélasquez)
Le portrait de Camillo Massimi est une huile sur toile de Diego Vélasquez peinte en 1650 et conservée au palais de Kingston Lacy, dans le Dorset (Royaume-Uni). Le palais, avec ses terrains et œuvres d'art est propriété publique depuis 1981.

## Histoire
La toile fut identifiée en 1958 par Enriqueta Harris sous le nom de « monseigneur Camillo Massimo » valet de chambre du Pape et « peintre fameux » cité par Antonio Palomino parmi les toiles peintes par Vélasquez durant son second voyage à Rome, après celui du Pape Innocent X.
Vélasquez avait entrepris ce voyage sur ordre de Philippe IV d’Espagne en 1649 pour embaucher des peintres, des spécialistes des fresques et acheter des peintures et des sculptures pour décorer l'Alcazar de Madrid. À la différence de son premier voyage, il était alors un peintre établi qui cherchait à être reconnu à Rome. Il chercha à peintre le Pape Innocent X et divers membres de sa cour. Ce portrait et celui du Cardinal Camillo Astalli-Pamphili peint à la même époque appartenaient au marquis du Carpio, vice roi de Naples. La toile figurait dans l'inventaire de ses biens laissés à Madrid à sa mort en 1687, moment où on perd la trace du tableau jusqu'à sa redécouverte dans la collection Bankes en 1958.

## Description
La toile représente le cardinal Camillo Massimi, valet du Pape, peintre, et mécène qui est représenté assis, avec un vêtement bleu regardant le spectateur. La toile est peinte avec une notable économie de moyen. L'attention du spectateur est concentrée sur la tête rehaussée selon Julián Gállego, « avec une netteté qui préfigurait Vermeer, un visage prématurément obèse, légèrement ironique et apathique ».